# Уручьенская волость
Уру́чьенская во́лость — административно-территориальная единица в составе Трубчевского уезда Орловской (с 1920 – Брянской) губернии. 
 Административный центр — село Уручье.
Волость была образована в ходе реформы 1861 года.
По состоянию на 1886 год, в Уручьенскую волость входили следующие населённые пункты: Уручье, Журавка, Сосновое Болото, Емельяновка (Богдановка тож), Милечь, Тщань, Сосновка, Александровка (Журавка тож), Пральня, Мирковы Уты, Саврасовка, Лбы, Павловка, Рясная, Колодная, Переторги, Упологи, Мякишево, Субботово, Лопушь, Капылина, Яковская, Удельные Уты, Усошки.
В 1924 году, при расформировании Трубчевского уезда, Уручьенская волость временно вошла в Почепский уезд, но вскоре была упразднена; при этом село Усошки вошло в Почепскую волость, село Милечь с деревнями Тщань и Александровка, а также деревня Яковск — в Плюсковскую волость, а остальная часть Уручьенской волости была передана в Бежицкий уезд и присоединена к Выгоничской волости.